# Sylvia Mazzilli
Sylvia Serra Mazzilli (Ouro Fino, 8 de julho de 1911 — São Paulo, 6 de abril de 1993) foi a esposa de Pascoal Ranieri Mazzilli, que ocupou a presidência do Brasil em duas ocasiões: a primeira entre 1961 e 1962 e a segunda entre 1964 e 1967. Sylvia foi a primeira-dama do país durante esses breves períodos marcados por intensas transformações políticas no Brasil.
Nascida em uma família da alta sociedade cafeeira de Minas Gerais, Sylvia era filha de José Barbosa Serra e Maria Teonilla Pitaguary Serra. Conheceu Pascoal Ranieri Mazzilli na adolescência, quando ele se mudou para sua cidade natal para concluir seus estudos no Colégio Brasil de Ouro Fino. O casal se casou em 27 de junho de 1933, em Consolação, São Paulo, e teve três filhos: Maria Lúcia Mazzilli, Luiz Guilherme Mazzilli e Luiz Henrique Mazzilli.
Como primeira-dama, Sylvia desempenhou um papel discreto, mas significativo, em um momento tumultuado da história brasileira. Sua atuação se destacou pela promoção de eventos sociais e pelo apoio a causas sociais, refletindo o papel tradicional da figura da primeira-dama na sociedade brasileira.
Sylvia Mazzilli morreu de insuficiência respiratória no dia 6 de abril de 1993, aos 81 anos, no Hospital das Clínicas da Faculdade de Medicina da Universidade de São Paulo. Sua vida e legado permanecem como parte importante da história política e social do Brasil, representando uma época de transição e desafios políticos.